# ニューヨーク・タイムズ・カンパニー
座標: 北緯40度45分22秒 西経73度59分25秒 / 北緯40.75611度 西経73.99028度
ニューヨーク・タイムズ・カンパニー(The New York Times Company)は、『ニューヨーク・タイムズ』紙などを発行するアメリカ合衆国のマスメディア企業である。2020年からA・G・サルツバーガーが会長を務めている。本社はニューヨーク市マンハッタンにある。

## 歴史
ヘンリー・ジャーヴィス・レイモンドとジョージ・ジョーンズによって、ニューヨークで設立された。創刊号は1851年9月18日に発行された。創刊号には、"We publish today the first issue of the New-York Daily Times, and we intend to issue it every morning (Sundays excepted) for an indefinite number of years to come."（我々は本日、ニューヨーク・デイリー・タイムズの創刊号を発行し、今後何年にもわたって毎朝（日曜日を除く）発行する予定である。）と書かれている。

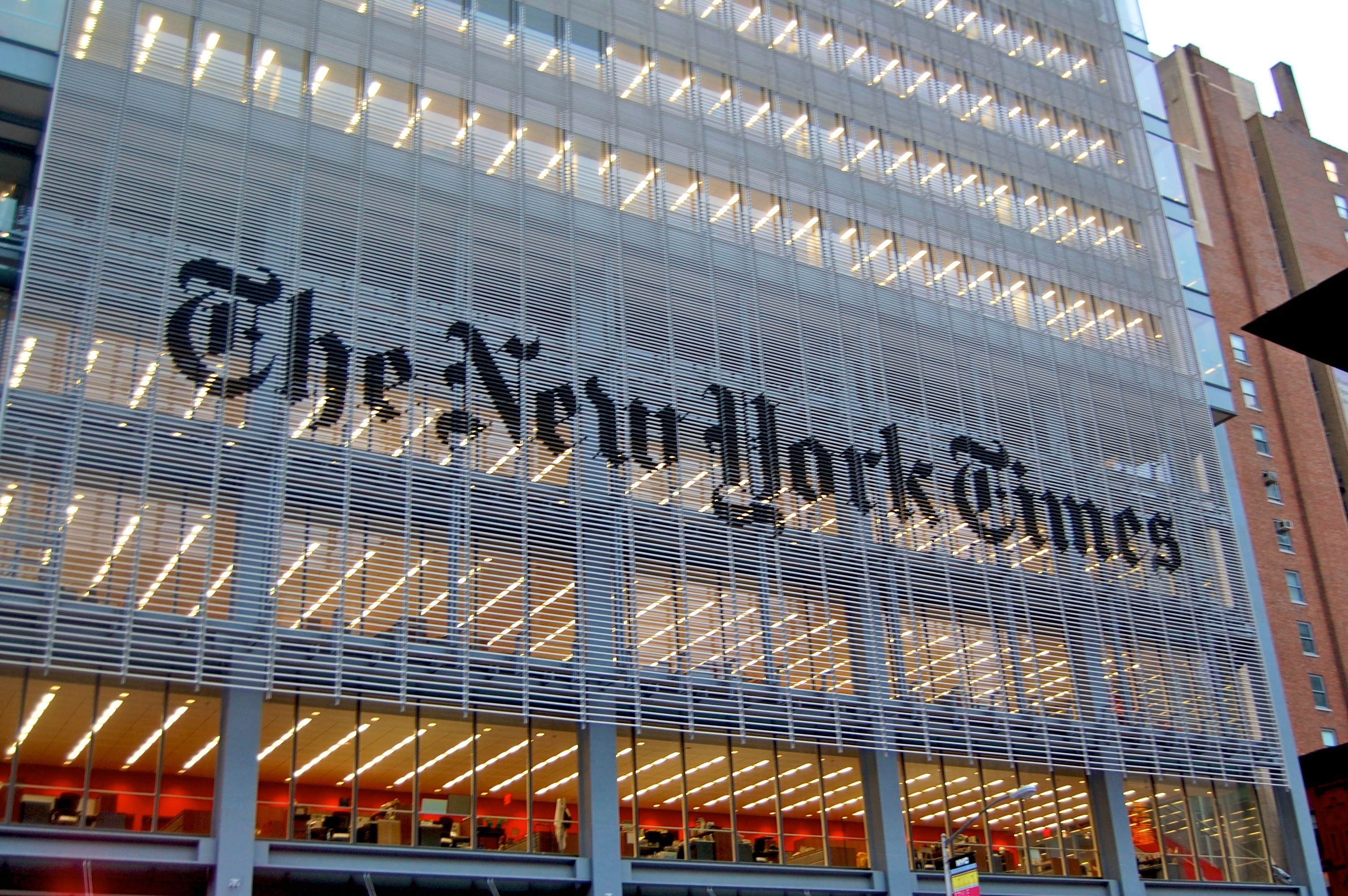
ニューヨーク・タイムズ・ビルディング

1994年11月には劇場映画の試写会と地元の映画の時間を放送するポップコーン・チャンネルの40%の株式を買収し、ケーブルチャンネル業界に進出した。
2003年1月1日、ワシントン・ポスト社が持っていた『インターナショナル・ヘラルド・トリビューン』の持ち分を6,500万ドルで買収し、完全に傘下とした。
2005年3月18日、消費者向け情報のコンテンツプロバイダであるAbout.comを4億1千万ドルで買収した。2005年、同社は34億ドルの収益を出資者に報告した。
2006年8月25日、映画やテレビ業界のオンラインデータベースと調査サービスを提供するBaseline StudioSystemsを3500万ドルで買収した。
2006年9月12日、ネットワーク系列のテレビ局9局とその関連ウェブサイト、デジタル・オペレーティング・センターで構成されるブロードキャスト・メディア・グループを売却することを決定したと発表した。2007年1月4日付の『ニューヨーク・タイムズ』紙は、同社が地元テレビ局9局すべてをプライベート・エクイティ会社であるオークヒル・キャピタル・パートナーズに売却することで合意に達し、オークヒル社は持株会社であるローカルTV LLCを設立したと報じた。2007年5月7日、放送メディアグループの売却額が約5億7,500万ドルで最終決定したと発表された。
2007年5月7日、同社のウェブ情報サービス「About.com」が、消費者製品のレビューをまとめたウェブサイトConsumersearch.com（旧productreviewnet.com）を現金3300万ドルで買収すると発表した。
2007年、本社を西43丁目229番地から8番街620番地に新築したニューヨーク・タイムズ・ビルディングに移転した。ここは40丁目と41丁目の間で、タイムズスクエアの西側、ポート・オーソリティ・バスターミナルの向かい側にある。
2009年7月14日、65年間運営していたラジオ局WQXRを非営利ラジオ局WNYCに4,500万ドルで売却することを発表した。周波数が96.3MHzから105.9MHzに変更され、2009年10月8日から非商業放送として運営を開始した。
2011年12月、地域メディアグループを『デイトナビーチ・ニュースジャーナル』紙を発行するハリファックス・メディアグループに1億4,300万ドルで売却した。『ボストン・グローブ』紙とウースターの『テレグラム・アンド・ガゼット』紙はこの売却には含まれていなかった。
2011年には、主要な出版物である『ニューヨーク・タイムズ』の紙媒体での広告収入の減少にともない、同社のウェブサイトにペイウォールを導入した。2012年時点では、数十万人の有料購読者を獲得し、年間収入は約1億ドルに達している。
2013年、『ボストン・グローブ』紙などのニューイングランドにおけるメディア資産を、ボストン・レッドソックスの主要オーナーであるジョン・ヘンリーに売却した。同社によると、この動きは、コアブランドにより集中するために行われたという。

### ラジオ局
同社は1944年にAMラジオ局WQXR(1560kHz)を買収した。その姉妹FM局であるWQXQはWQXR-FM(96.3MHz)になった。「ニューヨーク・タイムズのラジオ局」というブランドを掲げ、ニューヨーク・タイムズのニュースとともにクラシック音楽をAMとFMの両方の周波数で同時放送していた。1992年12月、WNEW（1130kHz。現在のWBBR(ブルームバーグラジオ））のビッグバンドとポップスのスタンダード音楽の番組がWQXRに移管され、コールサインをWQXRとWNEWを組み合わせたWQEWに変更した。1999年までに、ニューヨークタイムズ社は、WQEWをラジオ・ディズニーのためにABCラジオに貸し出していた。2007年、WQEWは最終的にウォルト・ディズニー・カンパニーに買収され、2014年後半にはファミリー・ラジオ（宗教系ラジオネットワーク）に売却され、WFMEとなった。
2009年7月14日、非商用の公共ラジオ局として運営を開始したWNYCラジオグループにWQXR-FMを同年10月8日をもって売却し、放送周波数を96.3MHzから105.9MHzに変更することが発表された。

## 保有財産
同社は、その名を冠した新聞『ニューヨーク・タイムズ』のほか、『ニューヨーク・タイムズ国際版』やNYTimes.comをはじめとする関連デジタル・プロパティ、ブランド関連の様々な知的財産を所有している。

## 所有と経営
1967年、ニューヨーク証券取引所に"NYT"のティッカーシンボルで上場した。公開株のAクラスと非公開のBクラスの2種類の株式を発行し、後者は、1896年に『ニューヨーク・タイムズ紙』を購入したアドルフ・オックスの子孫（サルツバーガー家）が90%近くを保有している。

### カルロス・スリムによる融資と投資
2009年1月20日付けの『ニューヨーク・タイムズ』紙は、ニューヨーク・タイムズ・カンパニーが、メキシコの億万長者カルロス・スリムから「事業資金を支援するため」に2億5000万ドルの融資を受けることで合意したと報じた。ニューヨーク・タイムズ・カンパニーはその後、それを前倒しで返済した。それ以来、スリムは同社のクラスA株式を大量に購入している。クラスA株式はだれでも購入することができるが、非公開であるクラスB株式よりも会社に対する支配力が低い。スリムは、2011年にクラスA株式を大量に購入してその8.1%を取得し、2015年にもストックオプション（2009年のローン返済計画の一環としてスリムが取得した）を行使してクラスA株式を1590万株購入し、筆頭株主となった。同社が提出した年次報告書によると、2016年3月7日現在、スリムは同社のクラスA株式の17.4%を保有している。スリムは同社の筆頭株主ではあるが、クラスA株式しか保有していないため、同社の取締役の3分の1であるクラスAの取締役しか選出することしかできない。

### 取締役
2022年5月現在の取締役は、以下の通りである。
- A・G・サルツバーガー - ニューヨーク・タイムズ・カンパニー会長
- アマン・ブタニ - GoDaddy CEO
- マニュエル・ブロンスタイン - ロブロックス・コーポレーション（英語版） CPO（英語版）
- ベス・ブルック（英語版） - アーンスト・アンド・ヤング元グローバル副会長
- レイチェル・グレイザー - Etsy CFO
- アーサー・ゴールデン - 小説家
- ヘイズ・ゴールデン - AIG元役員
- メレディス・コピット・レヴィン（英語版） - ニューヨーク・タイムズ・カンパニーCEO
- ブライアン・マクアンドリューズ（英語版） - Pandora Media元会長・CEO
- デイビッド・パーピッチ - Wirecutter（英語版）元社長
- ジョン・W・ロジャース・ジュニア（英語版） - アリエル・インベストメンツ（英語版）創業者
- ドレーン・トービン - ベライゾン・コミュニケーションズ元CFO
- レベッカ・ヴァン・ダイク - Facebook Oculus CMO

## 賞の後援
同社は、様々な分野の個人や組織の業績を表彰するための各種の賞を創設または後援している。
2007年、経営手法が優れた非営利組織を表彰する初の賞を創設した。この賞は、ニューヨーク市、ロングアイランド、ウェストチェスター郡の非営利組織を対象とするものである。
ニューヨーク・タイムズ・カンパニーは、ニューヨーク・カーネギー財団、アメリカ図書館協会と共同で、図書館員の「地域社会への奉仕」を表彰する「I Love My Librarian賞」を主催している。
2009年5月には、ニューヨークでプロデビューしたばかりのアメリカ人劇作家を表彰する「ニューヨーク・タイムズ・アウトスタンディング・プレイライト賞」を創設した。